# X2: No Relief
X2 (X2: No Relief) — видеоигра в жанре горизонтального скролл-шутера, разработанная компанией Team17 в 1997 году эксклюзивно для игровой консоли Sony PlayStation. Распространялась компаниями Ocean Software и Capcom. Является продолжением игры Project-X, выпущенной Team17 в 1992 году.

## Игровой процесс
В отличие от первой части, игра не использует систему призов, аналогичную играм серии Gradius. Вместо этого используются призы, появляющиеся при уничтожении противников. Взятие приза сразу изменяет текущее оружие или даёт другие улучшения.
Перед началом игры игрок может выбрать один из трёх космических кораблей, различающихся маневренностью и мощностью оружия.
Хотя игра сохранила высокую сложность игрового процесса, система попыток и продолжений была изменена. В игре присутствует шкала энергии щита. Когда энергия кончается, игрок теряет попытку, но продолжает игру. Когда использованы все попытки, игрок может использовать одно из пяти "продолжений", при этом игра также продолжается без прохождения уровня заново.
По прохождении каждого уровня игрок получает пароль, позволяющий продолжить игру с нового уровня. Всего в игре десять уровней. Некоторые уровни частично выполнены в жанре вертикального скролл-шутера, при этом изменяется направление прокрутки фона и разворачивается корабль игрока.

## Музыка
Вся музыка и звуковые эффекты в игре созданы Бьёрном Люнне (Dr. Awesome). Им также была выполнена обработка и редактирование семплов голоса. В 1996 году музыка была перезаписана на студии и выпущена на лейбле TRSI Recordz в виде отдельного саундтрека.